# Hollywood Dreams
Hollywood Dreams è il secondo album in studio di Cinta Laura.

## Tracce
1. Tulalit feat. Rayi (RAN) – 4:16
2. Playlist – 3:40
3. Bisa Gila – 3:28
4. Show Me Ur Love – 3:02
5. Boomerang – 3:12
6. All of My Life – 3:30
7. Cintaku Di Kamu – 4:04
8. Cinta Atau Karma – 3:22
9. Have Some Fun – 3:48
10. Can't Live – 4:18
11. Raja Eksis – 3:24